# Siruá
Siruá (em sabeu: Ṣrwḥ  em árabe: صرواح , translit. 'Ṣirwāḥ') foi a primeira capital do Reino de Sabá, mas no início do século I a.C., perdeu sua posição para Maribe. Siruá era enorme cidade de 3 hectares, erguida num planalto natural. Era cercada por um muro fortificado, com casamatas, torres e projeções. 

## Localização
As ruínas de Siruá estão localizadas a 35 km a oeste de Ma'rib.  A cidade estava bem protegida localizada num plato no meio de um vale cercado por montanhas a 1615 metros acima do nível do mar.  Mas ao mesmo tempo as montanhas impunham limites ao seu desenvolvimento. Como resultado, Siruá rapidamente perdeu sua posição como capital, que foi assumida por Ma'rib, que se tornou um importante centro econômico por estar localizada na rota do incenso. Mesmo coma mudança da capital para Ma'rib a cidade permaneceu um importante centro para os sabeus, como mostra o grande número de edifícios do local. Siruá foi também o local escolhido pelo mucarribe Iadail Dari I para construir um importante templo para Almacá por volta do ano 700 a.C.

## Arqueologia
O primeiro ocidental a visitar a região foi Joseph Halevy, um orientalista naturalizado francês, em 1869, mas que ficou pouco tempo por ter sofrido uma emboscada 
Desde 1991, arqueólogos do Instituto Arqueológico Alemão vem pesquisando esse sítio arqueológico. Reiniciaram as pesquisas em 2001, mas tiveram que paralisá-las em 2009 por causa da instabilidade política. Neste intervalo descobriram e resgataram uma inscrição com mais de sete metros de comprimento. Estava inscrita em um pesado bloco de pedra de sete toneladas, características do santuário de Almacá, e caíra de seu pedestal durante um terremoto. O epigrafista Norbert Nebes, da Universidade de Jena, descreveu a inscrição como a mais importante até agora do período do primeiro século a.C. A inscrição fornece um relato das batalhas sabeístas, realizadas contra seus vizinhos à sudeste e ao norte do atual Iémen. 
Pelo menos três edifícios religiosos foram identificados com segurança, sendo o templo de Almacá, situado na área sudeste da cidade, o mais importante. Também são conhecidos mais dois edifícios representativos, o Edifício dos Cinco Pilares, localizado na parte nordeste, e o Prédio Administrativo, que foi construído na muralha da cidade. Há evidências que as atividades de construção da cidade foram iniciadas no século IX a.C. e que a cidade foi abandonada por volta do século IV.
Trabalhos de restauração foram realizado nesses locais antes do início da Guerra Civil. Durante essas obras, um outro templo foi descoberto, datado do século VII a.C., Este santuário tem uma entrada monumental, decorada com pilares, alem de conter vários recintos, construídos em madeira e pedra; o layout é exclusivo para o Iémen desse período. Uma das inscrições mais longas, composta por 20 linhas, descreve as conquistas e as campanhas do maleque Caribil Uatar. 
Desde o início da guerra civil no Iêmen em 2015, Siruá tem sido uma linha de frente entre os rebeldes huthis e as forças aliadas ao presidente Abd Rabbuh Mansur Al-Hadi,  tornando as escavações quase impossíveis. Antes disso, várias escavações alemãs ocorreram em Siruá, na esperança de se ter um conhecimento adicional sobre os primeiros dias do reino Sabeu. 